# Chrysosplenium microspermum
Chrysosplenium microspermum är en stenbräckeväxtart som beskrevs av Adrien René Franchet. Chrysosplenium microspermum ingår i släktet gullpudror, och familjen stenbräckeväxter. Inga underarter finns listade i Catalogue of Life.